# Воєводзін
Воєводзін (пол. Wojewodzin) — село в Польщі, у гміні Граєво Ґраєвського повіту Підляського воєводства.
Населення — 429 осіб (2011).
У 1975—1998 роках село належало до Ломжинського воєводства.

## Демографія
Демографічна структура станом на 31 березня 2011 року:
|          | Загалом | Допрацездатний вік | Працездатний вік | Постпрацездатний вік |
| -------- | ------- | ------------------ | ---------------- | -------------------- |
| Чоловіки | 214     | 58                 | 139              | 17                   |
| Жінки    | 215     | 68                 | 111              | 36                   |
| Разом    | 429     | 126                | 250              | 53                   |